# Masdevallia mentosa
Masdevallia mentosa är en orkidéart som beskrevs av Carlyle August Luer. Masdevallia mentosa ingår i släktet Masdevallia och familjen orkidéer. Inga underarter finns listade i Catalogue of Life.